# Esazina
L'esazina, nota anche come esaazabenzene, è un ipotetico allotropo dell'azoto, la cui molecola è composta da 6 atomi di azoto disposti in una struttura ad anello analoga a quella del benzene, la cui formula molecolare è N6.
Come specie elettricamente neutra, dovrebbe essere l'ultimo membro della serie degli azabenzeni (o azine), in cui tutti i gruppi metinici (CH) sono stati rimpiazzati da atomi di azoto. In tale serie, sono due i membri finora mancati: la pentazina CHN5 e, appunto, l'esazina N6. Tuttavia, benché oltre alla piridina siano ben note le tre diazine e le tre triazine (anche quella con 3 N consecutivi), delle tetrazine è nota solo la 1,2,4,5-tetrazina, e non la 1,2,3,4-tetrazina avente 4 atomi di azoto consecutivi.

## Stabilità
La molecola dell'esazina è strutturalmente simile a quella molto stabile del benzene. La semplice applicazione della regola di Hückel prevede che essa debba essere verosimilmente aromatica, data la presenza di 6 elettroni π. Nonostante questo, non risulta essere stata ancora sintetizzata. Calcoli quantomeccanici teorici prevedono che la molecola dell'esazina sia alquanto instabile, probabilmente a causa dalla presenza dei 6 doppietti liberi sugli atomi di azoto, i quali esercitano mutue repulsioni elettrostatiche, destabilizzando così la molecola. 
Anche l'esafosfabenzene P6, analogo e isoelettronico di valenza dell'esazina, non è stato sintetizzato e non sembra essere stabile.